# Bhutanitis ludlowi
Bhutanitis ludlowi — дневная бабочка семейства Парусников (Papilionidae), эндемик Бутана.

## История описания
Этот вид был первоначально известен по серии из пяти экземпляров, собранных в Бутане в 1933—1934 годах ботаниками Фрэнком Людлоу и Джорджем Шерифом. Четыре из этих экземпляров были упомянуты в описании типовой серии, которое, однако, содержало мало информации о биологии вида, за исключением того, что бабочки были собраны на высоте 2000—2200 метров в лесу.
В 1992 году китайский исследователь Чжоу заявил, что экземпляр B. ludlowi был собран в Юньнани и находится в китайской коллекции. Хотя это сообщение было подвергнуто сомнению другими исследователями, более поздняя публикация Чжоу 2000 года не предоставила дополнительной информации. Хотя Чжоу (2000) проиллюстрировал китайский экземпляр, позже было установлено, что это отретушированная фотография типового образца из Британского музея (Естественной истории). Поскольку в Китае не было обнаружено никаких других особей этого вида, M. Боллино и T. Рачели предположили, что это была неправильная идентификация Bhutanitis lidderdalii spinosa.
В августе 2009 года Карма Вангди, чиновник лесного хозяйства Бутана, поймал экземпляр B. ludlowi в природном заказнике Бумделинг, расположенном в отдаленной долине Бутана Трашиянгце. Этот экземпляр предоставил первое за 75 лет недвусмысленное свидетельство существования данного вида. В августе 2011 года несколько спаривающихся пар B. ludlowi были замечены и пойманы в заповеднике дикой природы Бумделинг в Бутане исследовательской группой из Бутана в сотрудничестве с Японским обществом бабочек (BSJ) и NHK Japan. Удивительно, но экспедиция увидела своего первого B. ludlowi 12 августа, в тот же день, когда Людлоу и Шериф добыли первый экземпляр в 1933 году.
Bhutanitis ludlowi впоследствии стал национальной бабочкой Бутана.

## Биология
Экспедиция 2011 года собрала значительные материалы по биологии B. ludlowi. Его кормовое растение — Aristolochia griffithi, которое также является кормовым и для других видов рода Bhutanitis. Яйца Bhutanitis ludlowi мельче, чем у других Bhutanitis, и кладутся друг на друга стопкой. Видеозаписи живых взрослых особей (внешние ссылки 8 и 9) показывают, что их полёт быстрый, с глубокими взмахами крыльев и частым планированием. Передние крылья обеспечивают всю движущую силу, в то время как задние крылья отключены во время нормального полёта и как бы следуют за бабочкой. В отличие от многих бабочек-парусников, B. ludlowi не взмахивает крыльями во время кормления. Цветки калины цилиндрической (Viburnum cylindricum) были наиболее часто используемым источником пищи для взрослых.
В 2012 году была сделана фотография живого экземпляра B. ludlowi в заказнике Игленест в Аруначал-Прадеше или рядом с ним. Эти данные происходят из района, где также встречается Bhutanitis lidderdalii lidderdalii, что позволяет предположить, что эти таксоны симпатричны или, по крайней мере, почти таковы (на основе данных из фотографий B. lidderdalii, представленных на веб-сайте Индийского фонда бабочек, Бабочки Индии).
Поскольку известно очень мало экземпляров, B. ludlowi редко иллюстрируется. По внешнему виду он похож на родственного B. lidderdalii, но имеет более широкие крылья с серыми поперечными полосами вместо белых. Распространение B. ludlowi и B. lidderdalii может частично совпадать в Бутане и Юньнани, Китай, хотя неизвестно, встречаются ли они одновременно в одной и той же среде обитания.
Так как известно всего несколько пойманных особей Bhutanitis ludlowi, то их изображений практически нет. Вид носит статус уязвимого.